# Afula
Afula (hebrejsky עֲפוּלָה‎; arabsky العفولة‎, al-Afúla, v oficiálním přepisu do angličtiny Afula) je město v Severním distriktu v Izraeli.

## Geografie
Nachází se v nadmořské výšce 60 m v Jizre'elském údolí, 12 km jižně od Nazaretu a zhruba 13 km severně od hranic Západního břehu Jordánu.
Západně od města protéká Jizre'elským údolím vodní tok Kišon. Severovýchodně od města se zvedá masiv Giv'at ha-More (novější předměstské čtvrtě se nacházejí na jeho svazích), ze kterého do údolí stékají vádí Nachal ha-More a Nachal Tevet, která pak ústí do Nachal Adašim, jež míjí město na severozápadní straně a pak ústí do Kišonu. Jizre'elské údolí přechází severně od města do údolí Bik'at Ksulot. Jihovýchodně od města zase navazuje Charodské údolí.
Afulu obývají Židé, přičemž osídlení v tomto regionu je převážně židovské. Výjimkou jsou vesnice Sulam, ad-Dachi a Najn ležící v masivu Giv'at ha-More přibližně 5 km východním a severovýchodním směrem odtud, které obývají izraelští Arabové.
Město je na dopravní síť napojeno pomocí severojižní dálnice číslo 60, která se zde kříží s dálnicí číslo 65 (ve východozápadním směru). Z města rovněž vybíhá k jihovýchodu dálnice číslo 71. Městem do roku 1948 vedla železniční trať v Jizre'elském údolí. Pak byla zrušena, ale provoz na ní byl po nákladné rekonstrukci obnoven roku 2016. Funguje zde i stanice Afula. Ta na rozdíl od původní budovy nádraží z počátku 20. století leží na severním okraji města, zatímco historický objekt otomanské železniční stanice byl zachován jako památka. Zhruba 7 km jihozápadně se od města nachází letiště Megido.

## Dějiny
Afula se nachází v oblasti Dolní Galileje, přibližně na půl cesty mezi Dženínem a Nazaretem. Rozkládá se na místě biblického města Ofel, kde žil Gideon. Je zmíněna v Knize Soudců (5:24) v souvislosti s Elišou, učedníkem Elijášovým, který žil nedaleko.

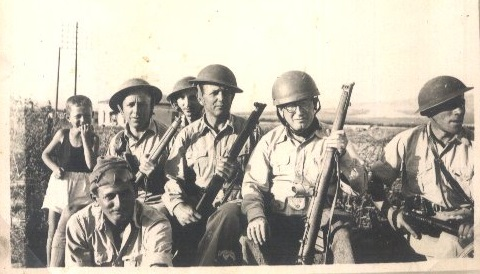
Obránci Afuly v roce 1948

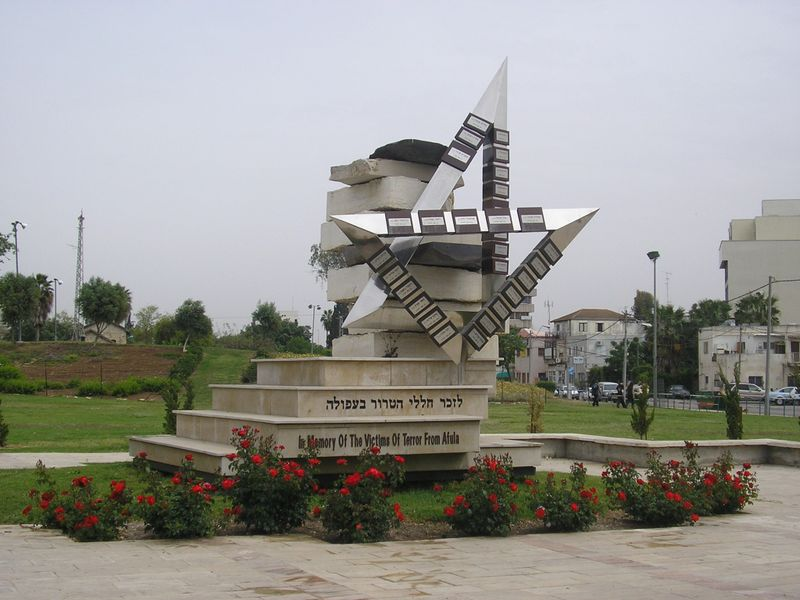
Památník obětem terorismu

V roce 1799 se během Napoleonova egyptského tažení konala poblíž vesnice al-Fula bitva u hory Tábor.
V roce 1909 nebo 1910 zakoupil Jehošua Chankin první pozemky v Jizre'elském údolí o rozloze přibližně deset kilometrů čtverečních. Tento nákup znamenal začátek hořkých sporů mezi Araby a Židy ohledně práv vyhnaných zemědělců, kteří měli zdejší půdu v nájmu, a zaměstnání židovských nebo arabských hlídek.
Jako počátek vzniku moderní Afuly se pokládá rok 1925, kdy Americké sionistické společenství dokončilo výkup pozemků od rodiny Sursuků z Bejrútu. Nedaleká vesnice al-Fula, založená Saladinem, byla rozpuštěna. V době založení Afuly se toto sídlo nacházelo na železniční trati v Jizre'elském údolí, která byla během války o nezávislost v roce 1948 opuštěna. V roce 1930 byla v Afule otevřena Nemocnice ha-Emek, první moderní nemocniční zařízení v tehdejší mandátní Palestině, dodnes jeden z páteřních zdravotnických ústavů v zemi.
Afula byla kvůli své blízkosti k Západnímu břehu Jordánu častým cílem teroristických útoků v období mírového procesu po uzavření dohod z Oslo a pak během Druhé intifády. 6. dubna 1994 zaútočil Hamas v centru města autem naplněným výbušninami a zabil sedm lidí. 5. května 2002 pak sebevražedný atentátník zabil jednoho člověka a mnoho dalších zranil v autobuse na zdejším centrálním autobusovém nádraží. 19. května 2003 byl proveden teroristický útok ve zdejším obchodním centru, při kterém byli tři lidé zabiti a 70 zraněno. Tento útok byl proveden Palestinským islámským džihádem a Brigádou mučedníků al-Aksá (napojenou na hnutí Fatah).
17. července 2006 město zasáhlo několik raket typu Kaťuša vypálených teroristy z hnutí Hizballáh. Afula se tak stala jedním z nejjižnějších měst zasažených během druhé libanonské války.

## Demografie
Podle údajů z roku 2009 tvořili naprostou většinu obyvatel Židé – přibližně 37 300 osob (včetně statistické kategorie „ostatní“, která zahrnuje nearabské obyvatele židovského původu, ale bez formální příslušnosti k židovskému náboženství, 40 200 osob). Jde o středně velkou obec městského typu s dlouhodobě mírně rostoucí populací. K 31. prosinci 2015 zde žilo 44 900 lidí.
| Rok  | Obyvatelé |
| ---- | --------- |
| 1948 | 2 504     |
| 1949 | 3 000     |
| 1950 | 6 200     |
| 1951 | 9 600     |
| 1952 | 9 600     |
| 1953 | 9 900     |
| 1954 | 10 000    |
| 1955 | 10 300    |
| 1956 | 11 900    |
| 1957 | 13 000    |
| 1958 | 13 200    |
| 1959 | 13 800    |

| Rok  | Obyvatelé |
| ---- | --------- |
| 1960 | 13 800    |
| 1961 | 14 500    |
| 1962 | 15 000    |
| 1963 | 15 900    |
| 1964 | 16 600    |
| 1965 | 16 500    |
| 1966 | 16 300    |
| 1967 | 16 400    |
| 1968 | 16 400    |
| 1969 | 16 700    |
| 1970 | 16 900    |
| 1971 | 17 200    |

| Rok  | Obyvatelé |
| ---- | --------- |
| 1972 | 17 400    |
| 1973 | 19 000    |
| 1974 | 18 700    |
| 1975 | 18 500    |
| 1976 | 18 600    |
| 1977 | 18 700    |
| 1978 | 18 900    |
| 1979 | 19 700    |
| 1980 | 20 300    |
| 1981 | 20 700    |
| 1982 | 21 200    |
| 1983 | 21 300    |

| Rok  | Obyvatelé |
| ---- | --------- |
| 1984 | 22 700    |
| 1985 | 23 600    |
| 1986 | 23 900    |
| 1987 | 24 200    |
| 1988 | 24 500    |
| 1989 | 25 000    |
| 1990 | 27 900    |
| 1991 | 30 100    |
| 1992 | 32 000    |
| 1993 | 33 000    |
| 1994 | 34 000    |
| 1995 | 34 291    |

| Rok  | Obyvatelé |
| ---- | --------- |
| 1996 | 35 398    |
| 1997 | 36 585    |
| 1998 | 37 049    |
| 1999 | 37 600    |
| 2000 | 38 050    |
| 2001 | 38 376    |
| 2002 | 38 500    |
| 2003 | 38 900    |
| 2004 | 38 900    |
| 2005 | 39 100    |
| 2006 | 39 300    |
| 2007 | 39 200    |

| Rok  | Obyvatelé |
| ---- | --------- |
| 2008 | 40 200    |
| 2009 | 40 500    |
| 2010 | 41 000    |
| 2011 | 41 300    |
| 2012 | 41 700    |
| 2013 | 42 800    |
| 2014 | 43 800    |
| 2015 | 44 900    |
| 2016 | 47 000    |
| 2017 | 49 200    |
| 2018 | 51 700    |
| 2020 | 60 000    |

## Partnerská města
- Ingelheim nad Rýnem, Německo
- Providence, Rhode Island, USA
- Worcester, Massachusetts, USA
- Stamford, Connecticut, USA
- Osnabrück, Německo
- Santa Fe, Argentina
- Mingačevir, Ázerbájdžán